# Reprezentacja Polski w badmintonie
Reprezentacja Polski w badmintonie – zespół, biorący udział w imieniu Polski w meczach i sportowych imprezach międzynarodowych w badmintonie, powoływany przez selekcjonera, w którym mogą występować wyłącznie zawodnicy posiadający obywatelstwo polskie. Za jej funkcjonowanie odpowiedzialny jest Polski Związek Badmintona (PZBad), który jest członkiem Międzynarodowej Federacji Badmintona.

## Historia
Swój pierwszy oficjalny mecz reprezentacja Polski rozegrała w 1989 roku w turnieju Sudirman Cup.

## Udział w turniejach międzynarodowych

### Thomas Cup(BWF)
Reprezentacja Polski tylko raz występowała w turnieju finałowym Thomas Cup. Najwyższe osiągnięcie to 3. miejsce w grupie C w 2010 roku.
- 1952-2008: nie uczestniczyła lub nie zakwalifikowała się
- 2010: Faza grupowa
- 2012-2018: nie zakwalifikowała się

### Uber Cup(BWF)
Dotychczas reprezentacji Polski żadnego razu nie udało się awansować do finałów Uber Cup.
- 1957-2018: nie uczestniczyła lub nie zakwalifikowała się

### Sudirman Cup(BWF)
Polska 12 razy uczestniczyła w finałach Sudirman Cup. W 2007 zajęła najwyższe 11. miejsce.
- 1989: 18. miejsce
- 1991: 20. miejsce
- 1993: 22. miejsce
- 1995: 23. miejsce
- 1997: 25. miejsce
- 1999: 27. miejsce
- 2001: 27. miejsce
- 2003: 23. miejsce
- 2005: 17. miejsce
- 2007: 11. miejsce
- 2009: 15. miejsce
- 2011: 19. miejsce
- 2013: nie uczestniczyła
- 2015: nie uczestniczyła
- 2017: nie uczestniczyła

### Drużynowe mistrzostwa Europy mężczyzn (BE)
Męska drużyna Polski 6 razy awansowała do finałów ME. W 2010 zdobyła tytuł wicemistrza.
- 2006: ćwierćfinalista
- 2008: półfinalista
- 2010: Wicemistrz
- 2012: ćwierćfinalista
- 2014: nie zakwalifikowała się
- 2016: ćwierćfinalista
- 2018: ćwierćfinalista

### Drużynowe mistrzostwa Europy kobiet (BE)
Polskiej drużynie kobiet jeden raz udało się zakwalifikować do finałów ME. W 2018 osiągnęła najwyższe 2. miejsce w grupie 6.
- 2006: nie zakwalifikowała się
- 2008: nie zakwalifikowała się
- 2010: nie zakwalifikowała się
- 2012: nie zakwalifikowała się
- 2014: nie zakwalifikowała się
- 2016: nie zakwalifikowała się
- 2018: Faza grupowa

### Mistrzostwa Europy drużyn mieszanych w badmintonie (BE)
Polskiej drużynie mieszanej 19 razy brała udział w finałach ME. W 2008 i 2009 zdobyła brązowe medale.
- 1972-1978: nie uczestniczyła
- 1980: 17. miejsce
- 1982: 12. miejsce
- 1984: 11. miejsce
- 1986: 9. miejsce
- 1988: 8. miejsce
- 1990: 8. miejsce
- 1992: 8. miejsce
- 1994: 8. miejsce
- 1996: 8. miejsce
- 1998: 14. miejsce
- 2000: 12. miejsce
- 2002: 9. miejsce
- 2004: 5. miejsce
- 2006: 5. miejsce
- 2008: 3. miejsce
- 2009: 3. miejsce
- 2011: ćwierćfinalista
- 2013: nie uczestniczyła
- 2015: Faza grupowa
- 2017: ćwierćfinalista